# Vòng đấu loại trực tiếp UEFA Champions League 2017–18
Vòng đấu loại trực tiếp UEFA Champions League 2017–18 bắt đầu vào ngày 13 tháng 2 và kết thúc vào ngày 26 tháng 5 năm 2018 với trận Chung kết UEFA Champions League 2018 tại sân vận động NSC Olimpiyskiy ở Kiev, Ukraine, để quyết định nhà vô địch của UEFA Champions League 2017-18. Tổng cộng có 16 đội tranh tài trong giai đoạn knockout.
Thời gian đến ngày 24 tháng 3 năm 2018 (vòng 16 đội) là CET (UTC+1),  sau đó (tứ kết và các trận đấu còn lại) là CEST (UTC+2).

## Lịch thi đấu và bốc thăm
Lịch thi đấu cho vòng knockout như sau (tất cả lễ bốc thăm đều được diễn ra tại trụ sở của UEFA tại Nyon, Thụy Sĩ).
| Vòng        | Bốc thăm             | Lượt đi                                                    | Lượt về                                                    |
| ----------- | -------------------- | ---------------------------------------------------------- | ---------------------------------------------------------- |
| Vòng 16 đội | 11 tháng 12 năm 2017 | 13–14 & 20–21 tháng 2 năm 2018                             | 6–7 & 13–14 tháng 3 năm 2018                               |
| Tứ kết      | 16 tháng 3 năm 2018  | 3–4 tháng 4 năm 2018                                       | 10–11 tháng 4 năm 2018                                     |
| Bán kết     | 13 tháng 4 năm 2018  | 24–25 tháng 4 năm 2018                                     | 1–2 tháng 5 năm 2018                                       |
| Chung kết   | 13 tháng 4 năm 2018  | 26 tháng 5 năm 2018 tại sân vận động NSC Olimpiyskiy, Kiev | 26 tháng 5 năm 2018 tại sân vận động NSC Olimpiyskiy, Kiev |

## Thể thức
Vòng knockout bao gồm 16 đội lọt vào với tư cách là đội đứng nhất và nhì của mỗi bảng (8 bảng) của vòng bảng
Mỗi cặp đấu trong vòng knockout, ngoại trừ trận chung kết, được chơi theo thể thức hai lượt, với mỗi đội chơi 1 lượt trên sân nhà. Đội nào có tổng tỉ số cao hơn sau 2 lượt giành quyền vào vòng tiếp theo. Nếu tổng tỉ số sau 2 lượt bằng nhau, luật bàn thắng sân khách được áp dụng, nghĩa là đội ghi nhiều bàn thắng trên sân khách hơn đi tiếp. Nếu số bàn thắng trên sân khách bằng nhau, thì 30 phút hiệp phụ được diễn ra (mỗi hiệp 15 phút). Luật bàn thắng sân khách tiếp tục được áp dụng đến khi 2 hiệp phụ kết thúc, nghĩa là nếu có bàn thắng được ghi trong 2 hiệp phụ và tổng tỉ số vẫn hoà, thì đội đá sân khách được đi tiếp nhờ có số bàn thắng sân khách nhiều hơn. Nếu không có bàn thắng nào được ghi sau 2 hiệp phụ, thì trận đấu sẽ được định đoạt bằng loạt sút luân lưu. Trong trận chung kết (2 đội chơi 1 trận duy nhất), nếu tỉ số hoà sau 90 phút chính thức, 2 đội bước vào hiệp phụ, theo sau đó là loạt sút luân lưu nếu tỉ số vẫn hoà.
Quy định bốc thăm cho mỗi vòng như sau:
- Trong lễ bốc thăm vòng 16 đội, 8 đội đứng nhất mỗi bảng được xếp làm hạt giống, và 8 đội đứng nhì mỗi bảng không được xếp làm hạt giống. Các đội được xếp làm hạt giống sẽ đối đầu với các đội không được xếp làm hạt giống, với việc các đội hạt giống được chơi trên sân nhà ở lượt về. Các đội cùng bảng hoặc cùng liên đoàn không được đối đầu với nhau.
- Kể từ lễ bốc thăm vòng tứ kết trở về sau, sẽ không có đội hạt giống nào, và các đội cùng bảng hoặc cùng liên đoàn có thể đối đầu với nhau.

## Các đội vượt qua vòng bảng
| Bảng | Đội đứng nhất (Xếp làm hạt giống ở lễ bốc thăm vòng 16 đội) | Đội đứng nhì (Không xếp làm hạt giống ở lễ bốc thăm vòng 16 đội) |
| ---- | ----------------------------------------------------------- | ---------------------------------------------------------------- |
| A    | Manchester United                                           | Basel                                                            |
| B    | Paris Saint-Germain                                         | Bayern Munich                                                    |
| C    | Roma                                                        | Chelsea                                                          |
| D    | Barcelona                                                   | Juventus                                                         |
| E    | Liverpool                                                   | Sevilla                                                          |
| F    | Manchester City                                             | Shakhtar Donetsk                                                 |
| G    | Beşiktaş                                                    | Porto                                                            |
| H    | Tottenham Hotspur                                           | Real Madrid                                                      |

## Sơ đồ nhánh đấu
|  | Vòng 16 đội         | Vòng 16 đội     | Vòng 16 đội | Vòng 16 đội |   |           | Tứ kết | Tứ kết | Tứ kết | Tứ kết |  |               | Bán kết | Bán kết | Bán kết | Bán kết |             |   | Chung kết | Chung kết |
|  |                     |                 |             |             |   |           |        |        |        |        |  |               |         |         |         |         |             |   |           |           |
|  | Sevilla             | 0               | 2           | 2           |   |           |        |        |        |        |  |               |         |         |         |         |             |   |           |           |
|  | Manchester United   | 0               | 1           | 1           |   |           |        |        |        |        |  |               |         |         |         |         |             |   |           |           |
|  | Manchester United   | 0               | 1           | 1           |   | Sevilla   | 1      | 0      | 1      |        |  |               |         |         |         |         |             |   |           |           |
|  |                     |                 |             |             |   | Sevilla   | 1      | 0      | 1      |        |  |               |         |         |         |         |             |   |           |           |
|  |                     | Bayern Munich   | 2           | 0           | 2 |           |        |        |        |        |  |               |         |         |         |         |             |   |           |           |
|  | Bayern Munich       | Bayern Munich   | 2           | 0           | 2 | 5         | 3      | 8      |        |        |  |               |         |         |         |         |             |   |           |           |
|  | Bayern Munich       |                 |             |             |   | 5         | 3      | 8      |        |        |  |               |         |         |         |         |             |   |           |           |
|  | Beşiktaş            | 0               | 1           | 1           |   |           |        |        |        |        |  |               |         |         |         |         |             |   |           |           |
|  | Beşiktaş            | 0               | 1           | 1           |   |           |        |        |        |        |  | Bayern Munich | 1       | 2       | 3       |         |             |   |           |           |
|  |                     |                 |             |             |   |           |        |        |        |        |  | Bayern Munich | 1       | 2       | 3       |         |             |   |           |           |
|  |                     | Real Madrid     | 2           | 2           | 4 |           |        |        |        |        |  |               |         |         |         |         |             |   |           |           |
|  | Juventus            | Real Madrid     | 2           | 2           | 4 | 2         | 2      | 4      |        |        |  |               |         |         |         |         |             |   |           |           |
|  | Juventus            |                 |             |             |   | 2         | 2      | 4      |        |        |  |               |         |         |         |         |             |   |           |           |
|  | Tottenham Hotspur   | 2               | 1           | 3           |   |           |        |        |        |        |  |               |         |         |         |         |             |   |           |           |
|  | Tottenham Hotspur   | 2               | 1           | 3           |   | Juventus  | 0      | 3      | 3      |        |  |               |         |         |         |         |             |   |           |           |
|  |                     |                 |             |             |   | Juventus  | 0      | 3      | 3      |        |  |               |         |         |         |         |             |   |           |           |
|  |                     | Real Madrid     | 3           | 1           | 4 |           |        |        |        |        |  |               |         |         |         |         |             |   |           |           |
|  | Real Madrid         | Real Madrid     | 3           | 1           | 4 | 3         | 2      | 5      |        |        |  |               |         |         |         |         |             |   |           |           |
|  | Real Madrid         |                 |             |             |   | 3         | 2      | 5      |        |        |  |               |         |         |         |         |             |   |           |           |
|  | Paris Saint-Germain | 1               | 1           | 2           |   |           |        |        |        |        |  |               |         |         |         |         |             |   |           |           |
|  | Paris Saint-Germain | 1               | 1           | 2           |   |           |        |        |        |        |  |               |         |         |         |         | Real Madrid | 3 |           |           |
|  |                     |                 |             |             |   |           |        |        |        |        |  |               |         |         |         |         |             | 3 |           |           |
|  |                     | Liverpool       | 1           |             |   |           |        |        |        |        |  |               |         |         |         |         |             |   |           |           |
|  | Porto               | Liverpool       | 1           | 0           | 0 | 0         |        |        |        |        |  |               |         |         |         |         |             |   |           |           |
|  | Porto               |                 |             | 0           | 0 | 0         |        |        |        |        |  |               |         |         |         |         |             |   |           |           |
|  | Liverpool           | 5               | 0           | 5           |   |           |        |        |        |        |  |               |         |         |         |         |             |   |           |           |
|  | Liverpool           | 5               | 0           | 5           |   | Liverpool | 3      | 2      | 5      |        |  |               |         |         |         |         |             |   |           |           |
|  |                     |                 |             |             |   | Liverpool | 3      | 2      | 5      |        |  |               |         |         |         |         |             |   |           |           |
|  |                     | Manchester City | 0           | 1           | 1 |           |        |        |        |        |  |               |         |         |         |         |             |   |           |           |
|  | Basel               | Manchester City | 0           | 1           | 1 | 0         | 2      | 2      |        |        |  |               |         |         |         |         |             |   |           |           |
|  | Basel               |                 |             |             |   | 0         | 2      | 2      |        |        |  |               |         |         |         |         |             |   |           |           |
|  | Manchester City     | 4               | 1           | 5           |   |           |        |        |        |        |  |               |         |         |         |         |             |   |           |           |
|  | Manchester City     | 4               | 1           | 5           |   |           |        |        |        |        |  | Liverpool     | 5       | 2       | 7       |         |             |   |           |           |
|  |                     |                 |             |             |   |           |        |        |        |        |  | Liverpool     | 5       | 2       | 7       |         |             |   |           |           |
|  |                     | Roma            | 2           | 4           | 6 |           |        |        |        |        |  |               |         |         |         |         |             |   |           |           |
|  | Chelsea             | Roma            | 2           | 4           | 6 | 1         | 0      | 1      |        |        |  |               |         |         |         |         |             |   |           |           |
|  | Chelsea             |                 |             |             |   | 1         | 0      | 1      |        |        |  |               |         |         |         |         |             |   |           |           |
|  | Barcelona           | 1               | 3           | 4           |   |           |        |        |        |        |  |               |         |         |         |         |             |   |           |           |
|  | Barcelona           | 1               | 3           | 4           |   | Barcelona | 4      | 0      | 4      |        |  |               |         |         |         |         |             |   |           |           |
|  |                     |                 |             |             |   | Barcelona | 4      | 0      | 4      |        |  |               |         |         |         |         |             |   |           |           |
|  |                     | Roma (a)        | 1           | 3           | 4 |           |        |        |        |        |  |               |         |         |         |         |             |   |           |           |
|  | Shakhtar Donetsk    | Roma (a)        | 1           | 3           | 4 | 2         | 0      | 2      |        |        |  |               |         |         |         |         |             |   |           |           |
|  | Shakhtar Donetsk    |                 |             |             |   | 2         | 0      | 2      |        |        |  |               |         |         |         |         |             |   |           |           |
|  | Roma (a)            | 1               | 1           | 2           |   |           |        |        |        |        |  |               |         |         |         |         |             |   |           |           |

## Vòng 16 đội
Lễ bốc thăm vòng 16 đội được tổ chức vào ngày 11 tháng 12 năm 2017, lúc 12:00 CET, tại trụ sở UEFA tại Nyon, Thụy Sĩ.

### Tóm tắt
Lượt đi được diễn ra vào các ngày 13, 14, 20 và 21 tháng 2, và lượt về được diễn ra vào các ngày 6, 7, 13 và 14 tháng 3 năm 2018.
| Đội 1            | TTS     | Đội 2               | Lượt đi | Lượt về |
| ---------------- | ------- | ------------------- | ------- | ------- |
| Juventus         | 4–3     | Tottenham Hotspur   | 2–2     | 2–1     |
| Basel            | 2–5     | Manchester City     | 0–4     | 2–1     |
| Porto            | 0–5     | Liverpool           | 0–5     | 0–0     |
| Sevilla          | 2–1     | Manchester United   | 0–0     | 2–1     |
| Real Madrid      | 5–2     | Paris Saint-Germain | 3–1     | 2–1     |
| Shakhtar Donetsk | 2–2 (a) | Roma                | 2–1     | 0–1     |
| Chelsea          | 1–4     | Barcelona           | 1–1     | 0–3     |
| Bayern Munich    | 8–1     | Beşiktaş            | 5–0     | 3–1     |

### Các trận đấu
| Juventus                 | 2–2      | Tottenham Hotspur        |
| ------------------------ | -------- | ------------------------ |
| - Higuaín 2', 9' (ph.đ.) | Chi tiết | - Kane 35' - Eriksen 71' |

| Tottenham Hotspur   | 1–2      | Juventus                   |
| ------------------- | -------- | -------------------------- |
| - Son Heung-min 39' | Chi tiết | - Higuaín 64' - Dybala 67' |

Juventus thắng với tổng tỉ số 4–3.
| Basel | 0–4      | Manchester City                                 |
| ----- | -------- | ----------------------------------------------- |
|       | Chi tiết | - Gündoğan 14', 53' - B. Silva 18' - Agüero 23' |

| Manchester City    | 1–2      | Basel                        |
| ------------------ | -------- | ---------------------------- |
| - Gabriel Jesus 8' | Chi tiết | - Elyounoussi 17' - Lang 71' |

Manchester City thắng với tổng tỉ số 5–2.
| Porto | 0–5      | Liverpool                                      |
| ----- | -------- | ---------------------------------------------- |
|       | Chi tiết | - Mané 25', 53', 85' - Salah 29' - Firmino 69' |

| Liverpool | 0–0      | Porto |
| --------- | -------- | ----- |
|           | Chi tiết |       |

Liverpool thắng với tổng tỉ số 5–0.
| Sevilla | 0–0      | Manchester United |
| ------- | -------- | ----------------- |
|         | Chi tiết |                   |

| Manchester United | 1–2      | Sevilla               |
| ----------------- | -------- | --------------------- |
| - Lukaku 84'      | Chi tiết | - Ben Yedder 74', 78' |

Sevilla thắng với tổng tỉ số 2–1.
| Real Madrid                              | 3–1      | Paris Saint-Germain |
| ---------------------------------------- | -------- | ------------------- |
| - Ronaldo 45' (ph.đ.), 83' - Marcelo 86' | Chi tiết | - Rabiot 33'        |

| Paris Saint-Germain | 1–2      | Real Madrid                  |
| ------------------- | -------- | ---------------------------- |
| - Cavani 71'        | Chi tiết | - Ronaldo 51' - Casemiro 80' |

Real Madrid thắng với tổng tỉ số 5–2.
| Shakhtar Donetsk          | 2–1      | Roma        |
| ------------------------- | -------- | ----------- |
| - Ferreyra 52' - Fred 71' | Chi tiết | - Ünder 41' |

| Roma        | 1–0      | Shakhtar Donetsk |
| ----------- | -------- | ---------------- |
| - Džeko 52' | Chi tiết |                  |

Tổng tỉ số 2–2. Roma thắng nhờ luật bàn thắng sân khách.
| Chelsea       | 1–1      | Barcelona   |
| ------------- | -------- | ----------- |
| - Willian 62' | Chi tiết | - Messi 75' |

| Barcelona                     | 3–0      | Chelsea |
| ----------------------------- | -------- | ------- |
| - Messi 3', 63' - Dembélé 20' | Chi tiết |         |

Barcelona thắng với tổng tỉ số 4–1.
| Bayern Munich                                        | 5–0      | Beşiktaş |
| ---------------------------------------------------- | -------- | -------- |
| - Müller 43', 66' - Coman 53' - Lewandowski 79', 88' | Chi tiết |          |

| Beşiktaş          | 1–3      | Bayern Munich                                |
| ----------------- | -------- | -------------------------------------------- |
| - Vágner Love 59' | Chi tiết | - Thiago 18' - Gönül 46' (l.n.) - Wagner 84' |

Bayern Munich thắng với tổng tỉ số 8–1.

## Tứ kết
Lễ bốc thăm vòng tứ kết được tổ chức vào ngày 16 tháng 3 năm 2018, 12:00 CET, tại trụ sở UEFA tại Nyon, Thụy Sĩ.

### Tóm tắt
Lượt đi được diễn ra vào ngày 3 và 4 tháng 4, và lượt về được diễn ra vào ngày 10 và 11 tháng 4 năm 2018.
| Đội 1     | TTS     | Đội 2           | Lượt đi | Lượt về |
| --------- | ------- | --------------- | ------- | ------- |
| Barcelona | 4–4 (a) | Roma            | 4–1     | 0–3     |
| Sevilla   | 1–2     | Bayern Munich   | 1–2     | 0–0     |
| Juventus  | 3–4     | Real Madrid     | 0–3     | 3–1     |
| Liverpool | 5–1     | Manchester City | 3–0     | 2–1     |

### Các trận đấu
| Barcelona                                                              | 4–1      | Roma        |
| ---------------------------------------------------------------------- | -------- | ----------- |
| - De Rossi 38' (l.n.) - Manolas 55' (l.n.) - Piqué 59' - L. Suárez 87' | Chi tiết | - Džeko 80' |

| Roma                                            | 3–0      | Barcelona |
| ----------------------------------------------- | -------- | --------- |
| - Džeko 6' - De Rossi 58' (ph.đ.) - Manolas 82' | Chi tiết |           |

Tổng tỉ số 4–4. Roma thắng nhờ luật bàn thắng sân khách.
| Sevilla       | 1–2      | Bayern Munich                      |
| ------------- | -------- | ---------------------------------- |
| - Sarabia 31' | Chi tiết | - J. Navas 37' (l.n.) - Thiago 68' |

| Bayern Munich | 0–0      | Sevilla |
| ------------- | -------- | ------- |
|               | Chi tiết |         |

Bayern Munich thắng với tổng tỉ số 2–1.
| Juventus | 0–3      | Real Madrid                     |
| -------- | -------- | ------------------------------- |
|          | Chi tiết | - Ronaldo 3', 64' - Marcelo 72' |

| Real Madrid             | 1–3      | Juventus                          |
| ----------------------- | -------- | --------------------------------- |
| - Ronaldo 90+7' (ph.đ.) | Chi tiết | - Mandžukić 2', 37' - Matuidi 61' |

Real Madrid thắng với tổng tỉ số 4–3
| Liverpool                                | 3–0      | Manchester City |
| ---------------------------------------- | -------- | --------------- |
| - Salah 12' - Chamberlain 21' - Mané 31' | Chi tiết |                 |

| Manchester City    | 1–2      | Liverpool                 |
| ------------------ | -------- | ------------------------- |
| - Gabriel Jesus 2' | Chi tiết | - Salah 56' - Firmino 77' |

Liverpool thắng với tổng tỉ số 5–1.

## Bán kết
Lễ bốc thăm vòng bán kết được tổ chức vào ngày 13 tháng 4 năm 2018, 12:00 CEST tại trụ sở của UEFA tại Nyon, Thụy Sĩ.
Lần đầu tiên kể từ mùa giải UEFA Champions League 2009-10, cả bốn đội ở vòng này đại diện cho 4 quốc gia liên đoàn khác nhau.

### Tóm tắt
Lượt đi sẽ diễn ra vào ngày 24 và 25 tháng 4, và lượt về sẽ diễn ra vào ngày 1 và 2 tháng 5 năm 2018.
| Đội 1         | TTS | Đội 2       | Lượt đi | Lượt về |
| ------------- | --- | ----------- | ------- | ------- |
| Bayern Munich | 3–4 | Real Madrid | 1–2     | 2–2     |
| Liverpool     | 7–6 | Roma        | 5–2     | 2–4     |

### Các trận đấu
| Bayern Munich | 1–2      | Real Madrid                 |
| ------------- | -------- | --------------------------- |
| - Kimmich 28' | Chi tiết | - Marcelo 44' - Asensio 57' |

| Real Madrid        | 2–2      | Bayern Munich                |
| ------------------ | -------- | ---------------------------- |
| - Benzema 11', 46' | Chi tiết | - Kimmich 3' - Rodríguez 63' |

Real Madrid thắng với tổng tỉ số 4–3.
| Liverpool                                        | 5–2      | Roma                              |
| ------------------------------------------------ | -------- | --------------------------------- |
| - Salah 36', 45+1' - Mané 56' - Firmino 61', 69' | Chi tiết | - Džeko 81' - Perotti 85' (ph.đ.) |

| Roma                                                            | 4–2      | Liverpool                 |
| --------------------------------------------------------------- | -------- | ------------------------- |
| - Milner 15' (l.n.) - Džeko 52' - Nainggolan 86', 90+4' (ph.đ.) | Chi tiết | - Mané 9' - Wijnaldum 25' |

Liverpool thắng với tổng tỉ số 7–6

## Chung kết
Trận chung kết UEFA Champions League 2018 được tổ chức tại sân vận động NSC Olimpiyskiy ở Kiev vào ngày 26 tháng 5 năm 2018. Đội "nhà" cho trận chung kết (vì mục đích hành chính) được xác định bằng một lượt bốc thăm bổ sung diễn ra sau lễ bốc thăm vòng bán kết.
| Real Madrid                   | 3–1      | Liverpool  |
| ----------------------------- | -------- | ---------- |
| - Benzema 51' - Bale 64', 83' | Chi tiết | - Mané 55' |